# Jorge López Malo
Jorge López Malo Lorenzana (14 de agosto de 1957), conocido como el Inspector, es un exfutbolista mexicano que jugaba de defensa. Con la selección mexicana obtuvo la medalla de oro en los Juegos Panamericanos de 1975 y jugó los Juegos Olímpicos de Montreal 1976.

## Trayectoria
López Malo recibió un contrato profesional con Cruz Azul en 1976, tras su buen desempeño con la selección amateur. Estuvo con el club celeste hasta 1982 y ganó dos veces el título de la Primera División Mexicana. De 1982 a 1983, se incorporó al Club Atlético Morelia.
Fue apodado como el Inspector por el mítico cronista Ángel Fernández Rugama dado a su parecido con el Inspector Clouseau, personaje relacionado con la pantera rosa.
En los Juegos Olímpicos de 1976 actuó los partidos ante Francia (4-1) e Israel (2-2).

## Clubes
| Club      | País   | Año         | Partidos | Goles |
| --------- | ------ | ----------- | -------- | ----- |
| Cruz Azul | México | 1976 - 1982 | 140      | 3     |
| Morelia   | México | 1982 - 1983 | 30       | 1     |

## Selección nacional

### Participaciones en fases clasificatorias
| Clasificatorias Olímpicas | Resultado   | Posición | Partidos | Goles | % gol |
| ------------------------- | ----------- | -------- | -------- | ----- | ----- |
| Olímpicos de 1976         | Clasificado | 1.º      | 1        | 0     | 0     |

### Participaciones en fases finales
| Torneo                | Resultado    | Partidos | Goles | % gol |
| --------------------- | ------------ | -------- | ----- | ----- |
| Panamericanos de 1975 | Campeón      | 0        | 0     | 0     |
| Olímpicos de 1976     | Primera fase | 2        | 0     | 0     |
| Total                 | Total        | 2        | 0     | 0     |

## Palmarés

### Títulos nacionales
| Título           | Equipo    | País   | Año     |
| ---------------- | --------- | ------ | ------- |
| Primera División | Cruz Azul | México | 1978-79 |
| Primera División | Cruz Azul | México | 1979-80 |

### Títulos internacionales
| Título                  | Equipo         | Sede   | Año  |
| ----------------------- | -------------- | ------ | ---- |
| Juegos Panamericanos    | México amateur | México | 1975 |
| Preolímpico de Concacaf | México amateur | Varias | 1976 |